# Garda (halfaj)
A garda (Pelecus cultratus) a sugarasúszójú halak (Actinopterygii) osztályának pontyalakúak (Cypriniformes) rendjébe, ezen belül a pontyfélék (Cyprinidae) családjába tartozó faj. Nemének egyetlen faja.
Egyéb elnevezései: sugár kardos (némely forrásokban egybeírva), balatoni hering, kardkeszeg, karda, szabóhal vagy vezérgarda. Magyarországon a 2014-es „Év hala” választáson a három jelölt egyike volt.

## Előfordulása

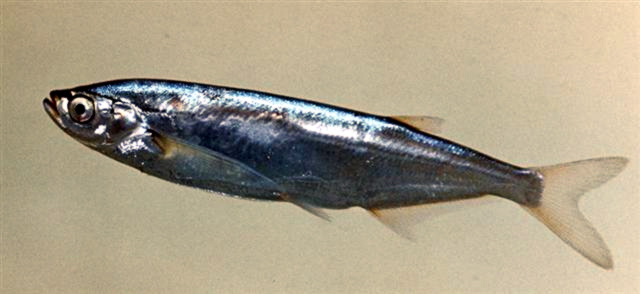
Garda a Tiszából

A garda álló és lassú folyású vizek lakója; szívesen tanyázik brakkvízben is. Közép-Európától a Kaszpi-tengerig megtalálható; az Aral-tóban is van állománya. Magyarországon a nagyobb folyókban és a Balatonban él, ahol régebben akár 50-300 tonnát is fogtak évente.
Balatoni halászatának a múltban komoly rituáléja alakult ki, a rajban járó halakat a halászok Tihany magaslatain figyelő őrszemek útmutatásai alapján igyekeztek bekeríteni és kifogni, ezért nevezték ott látott halnak. Ennek emlékezetére Tihanyban a 2000-es évek eleje óta évről évre megrendezik a „Tihanyi Gardália” fesztivált, hagyományőrző és gasztronómiai rendezvényként. A 2010-es években az állományuk drasztikusan lecsökkent a Balatonban.

## Megjelenése
A hal átlagos testhossza 25-35 centiméter, legfeljebb 60 centiméter. A legnehezebb lemért példány 2 kilogrammot nyomott. Szájrése meredeken felfelé irányul. 90-115 kicsi pikkelye van a hullámos oldalvonala mentén.

## Életmódja
Rajhal, amely napközben a fenék közelében tartózkodik, éjszaka a felszínre emelkedik.
Tápláléka planktonrákok, rovarlárvák és -bábok, repülő rovarok és apró halak. Legfeljebb 11 évig él.

## Szaporodása
Május-júliusban ívik, 3-4 évesen válik ivaréretté.